# Christian Homburg
Christian Homburg (* 13. Januar 1962 in Gomadingen) ist ein deutscher Professor für Betriebswirtschaftslehre und Marketing.

## Leben
Homburg studierte an der Universität Karlsruhe (TH), wo er auch promoviert wurde. Danach habilitierte er sich an der Johannes Gutenberg-Universität Mainz. Vor seiner Hochschullaufbahn war er in dem Industrieunternehmen KSB AG in Frankenthal Direktor für Marketing, Controlling und strategische Planung.
Seit 1998 ist Homburg Inhaber des Lehrstuhls für Business-to-Business Marketing, Sales & Pricing an der Universität Mannheim und dort Direktor des Instituts für Marktorientierte Unternehmensführung (IMU). Zuvor war er von 1995 bis 1998 als Professor für Marketing an der WHU – Otto Beisheim School of Management tätig. Seine Spezialgebiete sind unter anderem Marktorientierte Unternehmensführung, Customer-Relationship-Management und Vertriebsmanagement. Seit Ende 2007 ist er zusätzlich Professorial Fellow am Department of Management and Marketing an der University of Melbourne. Von 2006 bis 2010 war Homburg Geschäftsführer der Mannheim Business School.
Homburg gründete die international tätige Unternehmensberatung Homburg & Partner, die im Mai 2021 durch die Accenture-Gruppe übernommen wurde.
Homburg ist Autor zahlreicher Bücher und Artikel im nationalen und internationalen Bereich. Er gehört den Herausgeberbeiräten von sechs Fachzeitschriften in den USA und Deutschland an und wurde von der American Marketing Association (AMA) als weltweit publikationsstärkster Marketingforscher identifiziert. Als Förderprofessor der Geschäftsstelle Mannheim unterstützt er die Organisation MTP – Marketing zwischen Theorie und Praxis e. V.
Homburg ist der ältere Bruder des Kölner Professors Carsten Homburg.

## Auszeichnungen
Homburg ist für seine wissenschaftliche Arbeit mehrfach von der American Marketing Association, der weltweit führenden wissenschaftlichen Vereinigung im Marketingbereich, ausgezeichnet worden. Im November 2005 und Juni 2009 belegte er den ersten Platz in der forschungsbezogenen Handelsblatt-Rangliste aller (ca. 1.000) BWL-Professoren an deutschen Universitäten. Im Ranking der WirtschaftsWoche wurde Homburg bereits mehrfach in der Kategorie Lebenswerk als führender Betriebswirt in Deutschland, Österreich und der Schweiz ausgezeichnet.
Im März 2006 zeichnete ihn die Copenhagen Business School mit der Ehrendoktorwürde aus und im Juli 2008 erhielt er von der Technischen Universität Freiberg seinen zweiten Ehrendoktortitel.

## Publikationen (Auswahl)
- mit Harley Krohmer: Marketingmanagement – Strategie, Instrumente, Umsetzung, Unternehmensführung. Gabler, Wiesbaden 2009, ISBN 978-3-8349-1656-3.
- mit Harley Krohmer: Grundlagen des Marketingmanagements: Einführung in Strategie, Instrumente, Umsetzung und Unternehmensführung. Springer Gabler, Wiesbaden 2014, ISBN 978-3-658-03562-4.
- mit Manfred Bruhn (Hrsg.): Handbuch Kundenbindungsmanagement – Strategien und Instrumente für ein erfolgreiches CRM. Gabler, Wiesbaden 2005, ISBN 3-409-52269-7.
- Christian Homburg (Hrsg.): Kundenzufriedenheit – Konzepte – Methoden – Erfahrungen. 7. Auflage. Gabler, Wiesbaden 2008, ISBN 978-3-8349-0808-7.
- mit Heiko Schäfer und Janna Schneider: Sales Excellence: Vertriebsmanagement mit System. 4. Auflage. Gabler, Wiesbaden 2006, ISBN 3-8349-0015-X.
- mit Ruth Stock: Der kundenorientierte Mitarbeiter – Bewerten, begeistern, bewegen. 1. Auflage. Gabler, Wiesbaden 2000, ISBN 978-3-409-11646-6.
- Quantitative Betriebswirtschaftslehre – Entscheidungsunterstützung durch Modelle. 3. Auflage. Gabler, Wiesbaden 2000, ISBN 978-3-409-33417-4.
- mit Manfred Bruhn (Hrsg.): Gabler Lexikon Marketing. 2. Auflage. Gabler, Wiesbaden 2004, ISBN 978-3-409-29971-8.
- mit Andreas Herrmann (Hrsg.): Marktforschung: Methoden – Anwendungen – Praxisbeispiele. 2. Auflage. Gabler, Wiesbaden 2000, ISBN 978-3-409-22391-1.
- mit Viviana V. Steiner und Dirk Totzek: Managing Dynamics in a Customer Portfolio. In: Journal of Marketing. Vol. 37, Nr. 5, 2009, S. 70–89, doi:10.1509/jmkg.73.5.70.
- mit Mathias Droll und Dirk Totzek: Customer Prioritization: Does It Pay Off, and How Should It Be Implemented? In: Journal of Marketing. Vol. 72, Nr. 5, 2008, S. 110–130, doi:10.1509/jmkg.72.5.110.
- mit Torsten Bornemann und Dirk Totzek: Preannouncing Pioneering vs. Follower Products. In: Journal of the Academy of Marketing Science. Vol. 37, Nr. 3, 2009, S. 310–327, doi:10.1007/s11747-009-0134-4.
- mit Dirk Totzek und Mathias Droll: All Customers Are Equal, But Some Are More Equal. In: GfK Marketing Intelligence Review. Vol. 2, Nr. 1, 2010, S. 16–25.
- mit Martin Klarmann und Dirk Totzek: Using Multi-Informant Designs to Address Key Informant and Common Method Bias. In: Adamantios Diamantopoulos, Wolfgang Fritz, Lutz Hildebrandt (Hrsg.): Quantitative Marketing and Marketing Management: Marketing Models and Methods in Theory and Practice. Springer Gabler, Wiesbaden 2012, ISBN 978-3-8349-3060-6, S. 81–102.
- mit Mathias Droll und Dirk Totzek: Kundenpriorisierung in der Marktbearbeitung. In: Christian Homburg, Jan Wieseke (Hrsg.): Handbuch Vertriebsmanagement. Springer Gabler, Wiesbaden 2011, ISBN 978-3-8349-1977-9, S. 105–122.
- mit Dirk Totzek (Hrsg.): Preismanagement auf Business-to-Business-Märkten. Springer Gabler, Wiesbaden 2011, ISBN 978-3-8349-1559-7.
- C. Homburg, S. Böhler, S. Hohenberg (2019): Organizing for cross-selling: Do it right, or not at all. In: International Journal of Research in Marketing : IJRM.
- C. Homburg, K. Lauer, A. Vomberg (2019): The multichannel pricing dilemma: Do consumers accept higher offline than online prices? In: International Journal of Research in Marketing : IJRM.
- C. Homburg, M. Theel, S. Hohenberg (2018): Marketing Excellence – Strategien zur Erhöhung des Unternehmenswertes. In: IMU Research Insights, 055. Mannheim: Institut für Marktorientierte Unternehmensführung, Univ. Mannheim.
- C. Homburg, A. Kohles, S. Hohenberg (2017): Der Einfluss von Offshoring der R&D- und der Produktionsfunktion auf den Unternehmenswert. In: IMU Research Insights, 052. Mannheim: Institut für Marktorientierte Unternehmensführung, Univ. Mannheim.
- C. Homburg, K. Lauer, A. Vomberg (2017): Preisdifferenzierung oder Preiskonsistenz? Zur Akzeptanz von Preisen im Offline- und Online-Vertriebskanal. In: IMU Research Insights, 054. Mannheim: Institut für Marktorientierte Unternehmensführung, Univ. Mannheim.
- C. Homburg, A. Vomberg (2017): Lohnen sich Online- und Social-Media-Werbung bei Neuprodukteinführungen? In: IMU Research Insights, 051. Mannheim: Institut für Marktorientierte Unternehmensführung, Univ. Mannheim.